# Mol
Mol hay mole (ký hiệu: mol), là đơn vị đo lường dùng trong hóa học nhằm diễn tả lượng chất có chứa xấp xỉ 6,022.1023 số hạt đơn vị nguyên tử hoặc phân tử chất đó và bằng số 6,02214129(27)×1023 - được gọi là hằng số Avogadro (ký hiệu NA).Vd: 1 mol Fe hay 6.1023 nguyên tử Fe. Mol là một trong các đơn vị cơ bản của hệ SI.Trong các phép biến đổi các đại lượng, ta có thể làm tròn: N ≈ 6,022.1023.
Định nghĩa này đã được thông qua vào tháng 11 năm 2018, sửa đổi định nghĩa cũ của nó dựa trên số lượng nguyên tử trong 12 gam carbon-12 (12C). Mol là một đơn vị SI, với ký hiệu đơn vị mol.
Mol được sử dụng rộng rãi trong hóa học như một cách thuận tiện để thể hiện lượng chất phản ứng và sản phẩm của các phản ứng hóa học. Ví dụ, phương trình hóa học 2H2 + O2 → 2H2O có thể được hiểu là 2 mol hydro (H2) và 1 mol oxy (O2) phản ứng tạo thành 2 mol nước (H2O). Mol cũng có thể được sử dụng để thể hiện số lượng nguyên tử, ion hoặc các thực thể khác trong một mẫu nhất định của một chất. Nồng độ của dung dịch thường được biểu thị bằng số mol của nó, được định nghĩa là lượng chất hòa tan trên một đơn vị thể tích dung dịch, mà đơn vị thường sử dụng là mol trên lít (mol / l).
Thuật ngữ phân tử gram trước đây được sử dụng cho cùng một khái niệm.. Thuật ngữ gram-nguyên tử đã được sử dụng cho một khái niệm liên quan nhưng khác biệt, cụ thể là một lượng chất chứa số lượng nguyên tử Avogadro, cho dù được phân lập hoặc kết hợp trong các phân tử. Do đó, ví dụ, 1 mol MgBr2 là 1 gram phân tử của MgBr2 nhưng 3 gram nguyên tử của MgBr2

## Các định nghĩa

### Mol nguyên tử và mol phân tử
Tùy theo việc chọn hạt đơn vị mà mol được chia thành hai loại: mol nguyên tử và mol phân tử. Mol nguyên tử của một nguyên tố là lượng nguyên tố đó có chứa NA nguyên tử của nguyên tố đó.
Ví dụ mol nguyên tử kali (K) có 6,022×1023 nguyên tử K. Mol phân tử của một chất là lượng chất của nA phân tử chất đó. Ví dụ 1 mol phân tử clo là lượng khí clo (Cl2) có 6,022×1023 phân tử khí clo.

### Khối lượng mol (M)
Khối lượng mol(ký hiệu là M) của một chất là khối lượng của một mol chất tính ra gam của N nguyên tử hoặc phân tử chất đó, có giá trị bằng nguyên tử khối hay phân tử khối.
- Khối lượng mol nguyên tử của một nguyên tố là khối lượng của 1 mol (6,022×1023) nguyên tử của nguyên tố đó. Ví dụ khối lượng mol nguyên tử của hydro (H) là xấp xỉ 1 g
- Khối lượng mol phân tử của một chất là khối lượng của 1 mol phân tử của chất đó. Ví dụ khối lượng mol phân tử của khí hydro (H2) là 2 g.

Khối lượng 1 mol nguyên tử và nguyên tử lượng chỉ giống nhau về trị số và khác nhau về đơn vị. nguyên tử lượng tính theo đơn vị khối lượng nguyên tử (amu). 1 amu bằng 1/12 khối lượng nguyên tử đồng vị cacbon-12, mà khối lượng của một nguyên tử đồng vị cacbon-12 là 1/12.1,9926×10−23g, từ đó suy ra 1 amu = 0,16605×10−23g.
Với một nguyên tử có khối lượng là m (đơn vị gam) thì nguyên tử lượng sẽ là M = m/1,6605×10−23 (Đơn vị cacbon)

### Thể tích molkhí
Thể tích mol phân tử của một chất khí là thể tích của 1 mol phân tử của chất khí đó hoặc thể tích mol của chất khí là thể tích chiếm bởi N phân tử chất đó. Thể tích mol không đổi khi các điều kiện nhiệt độ và áp suất không đổi. Do đó ở 0 độ C và 1 bar(atm) (điều kiện tiêu chuẩn) thì 1 mol khí nào cũng có thể tích là 22,4(38) lít
Ở điều kiện chuẩn (25°C và 1 bar),1 mol khí bất kì đều chiếm thể tích là 24,79 lít                           Vậy ở điều kiện này,n mol khí chiếm thể tích là: V =24,79 . n (L)
Nồng độ mol
Nồng độ mol tính bằng cách chia số mol phân tử của một chất hoặc số mol ion của một loại ion có trong 1 lít dung dịch. Đơn vị SI cho nồng độ mol là mol/m³. Tuy nhiên, đa số tài liệu hóa học thường dùng đơn vị mol/dm³ hoặc mol dm−3 (tương đương mol/L). Người ta cũng thường dùng ký hiệu chữ M in hoa, có thể đi kèm tiền tố, chẳng hạn milimol trên lít được ký hiệu là mmol/L hoặc mM, micromol trên lít được ký hiệu là µmol/L hoặc µM, nanomol trên lít được ký hiệu là nmol/L hoặc nM.

## Lịch sử
Lịch sử đơn vị mol liên quan chặt chẽ với các khái niệm phân tử khối, đơn vị khối lượng nguyên tử, hằng số Avogadro và các khái niệm có liên quan khác.
Bảng giá trị nguyên tử khối tương đối được John Dalton (1766–1844) xuất bản vào năm 1805, dựa trên một hệ thống mà trong đó nguyên tử khối tương đối của hydro được định nghĩa là bằng 1. Các giá trị trong bảng này dựa trên các cân bằng hóa học lượng pháp trong phản ứng hóa học và trong hợp chất. Thời đó người ta còn tin rằng nhà hóa học không cần phải tán thành lý thuyết nguyên tử (một giả thuyết chưa được chứng minh vào thời điểm đó) khi cần vận dụng các loại bảng như thế này trong thực hành. Điều này đã dẫn đến một số nhầm lẫn giữa nguyên tử khối (được lý thuyết nguyên tử đề cao) và đương lượng gam (được các lý thuyết đối đầu với lý thuyết nguyên tử đề cao), và sự nhầm lẫn này còn kéo dài gần hết thế kỷ XIX.
Jöns Jacob Berzelius (1779–1848) đã cống hiến cho việc xác định nguyên tử khối tương đối một cách chính xác hơn nhiều. Ông cũng là nhà hóa học đầu tiên sử dụng giá trị nguyên tử khối oxy để làm chuẩn. Khác với hydro, oxy có thể kết hợp với hầu hết các nguyên tố khác, đặc biệt là kim loại để tạo thành hợp chất, vì thế rất hữu dụng. Tuy nhiên, người ta không ưa chuộng cách gán giá trị cố định là 100 làm nguyên tử khối của oxy của Berzelius.
Charles Frédéric Gerhardt (1816–1878), Henri Victor Regnault (1810–1878) và Stanislao Cannizzaro (1826–1910) là những người tiếp tục mở rộng công trình của Berzelius. Họ giải quyết nhiều vấn đề còn thắc mắc về hóa học lượng pháp của hợp chất, và việc sử dụng khái niệm nguyên tử khối đã thu hút đông đảo sự ủng hộ từ những người tham dự Đại hội Karlsruhe (1860). Tại đại hội này, giới hóa học gia quyết định quay về định nghĩa nguyên tử khối của hydro là bằng 1, mặc dù với mức độ chính xác trong đo lường vào thời điểm đó (sai số tương đối khoảng 1%) thì giá trị này tương đương về mặt số học với giá trị chuẩn dựa trên oxy (16) sau này. Mặc dù vậy, khi ngành hóa học phân tích ngày một tiến bộ và con người bị thôi thúc phải xác định chính xác nguyên tử khối thì họ càng nhận ra sự tiện lợi khi dùng oxy làm chuẩn, và cuối cùng về sau họ cũng chấp nhận dùng nguyên tử khối của oxy-16 làm chuẩn. Từ thập niên 1960, mol được định nghĩa dựa trên cacbon-12.
Tên gọi mol bắt nguồn từ tiếng Đức mol, do nhà hóa học Wilhelm Ostwald đặt ra vào năm 1894 dựa theo từ molekül của tiếng Đức (nghĩa là "phân tử"). Từ điển Merriam-Webster cho rằng từ gốc trong tiếng Đức là molekulärgewicht (nghĩa là "khối lượng phân tử")

## Ngày Mol
Ngày 23 tháng 10 hàng năm được gọi là Ngày Mol. Đây là một ngày lễ không chính thức nhằm vinh danh đơn vị mol. Ngày mol hàng năm bắt đầu lúc 6h02 sáng và kết thúc lúc 6h02 tối. Nguồn gốc những mốc thời gian này là giá trị của hằng số Avogadro (6,022×1023).